# Holguinia holguin
Holguinia holguin är en fjärilsart som beskrevs av Evans 1955. Holguinia holguin ingår i släktet Holguinia och familjen tjockhuvuden. Inga underarter finns listade i Catalogue of Life.